# Serie Mundial de 1924
La Serie Mundial de 1924 fue disputada entre New York Giants y Washington Senators.
Los Washington Senators resultaron ganadores al vencer en la serie por 4 partidos a 3.

## Desarrollo

### Juego 1
| Equipo     | 1 | 2 | 3 | 4 | 5 | 6 | 7 | 8 | 9 | 10 | 11 | 12 | C | H  | E |
| ---------- | - | - | - | - | - | - | - | - | - | -- | -- | -- | - | -- | - |
| New York   | 0 | 1 | 0 | 1 | 0 | 0 | 0 | 0 | 0 | 0  | 0  | 2  | 4 | 14 | 1 |
| Washington | 0 | 0 | 0 | 0 | 0 | 1 | 0 | 0 | 1 | 0  | 0  | 1  | 3 | 10 | 1 |

LG: Art Nehf (1–0)  LP: Walter Johnson (0–1)  
HRs:  NYG – High Pockets Kelly (1), Bill Terry (1)

### Juego 2
| Equipo     | 1 | 2 | 3 | 4 | 5 | 6 | 7 | 8 | 9 | C | H | E |
| ---------- | - | - | - | - | - | - | - | - | - | - | - | - |
| New York   | 0 | 0 | 0 | 0 | 0 | 0 | 1 | 0 | 2 | 3 | 6 | 0 |
| Washington | 2 | 0 | 0 | 0 | 1 | 0 | 0 | 0 | 1 | 4 | 6 | 1 |

LG: Tom Zachary (1–0)  LP: Jack Bentley (0–1)  SV: Firpo Marberry (1)  
HRs:  WSH – Goose Goslin (1), Bucky Harris (1)

### Juego 3
| Equipo     | 1 | 2 | 3 | 4 | 5 | 6 | 7 | 8 | 9 | C | H  | E |
| ---------- | - | - | - | - | - | - | - | - | - | - | -- | - |
| Washington | 0 | 0 | 0 | 2 | 0 | 0 | 0 | 1 | 1 | 4 | 9  | 2 |
| New York   | 0 | 2 | 1 | 1 | 0 | 1 | 0 | 1 | X | 6 | 12 | 0 |

LG: Hugh McQuillan (1–0)  LP: Firpo Marberry (0–1)  SV: Mule Watson (1)  
HRs:  NYG – Rosy Ryan (1)

### Juego 4
| Equipo     | 1 | 2 | 3 | 4 | 5 | 6 | 7 | 8 | 9 | C | H  | E |
| ---------- | - | - | - | - | - | - | - | - | - | - | -- | - |
| Washington | 0 | 0 | 3 | 0 | 2 | 0 | 0 | 2 | 0 | 7 | 13 | 3 |
| New York   | 1 | 0 | 0 | 0 | 0 | 1 | 0 | 1 | 1 | 4 | 6  | 1 |

LG: George Mogridge (1–0)  LP: Virgil Barnes (0–1)  SV: Firpo Marberry (2)  
HRs:  WSH – Goose Goslin (2)

### Juego 5
| Equipo     | 1 | 2 | 3 | 4 | 5 | 6 | 7 | 8 | 9 | C | H  | E |
| ---------- | - | - | - | - | - | - | - | - | - | - | -- | - |
| Washington | 0 | 0 | 0 | 1 | 0 | 0 | 0 | 1 | 0 | 2 | 9  | 1 |
| New York   | 0 | 0 | 1 | 0 | 2 | 0 | 0 | 3 | X | 6 | 13 | 0 |

LG: Jack Bentley (1–1)  LP: Walter Johnson (0–2)  SV: Hugh McQuillan (1)  
HRs:  WSH – Goose Goslin (3)  NYG – Jack Bentley (1)

### Juego 6
| Equipo     | 1 | 2 | 3 | 4 | 5 | 6 | 7 | 8 | 9 | C | H | E |
| ---------- | - | - | - | - | - | - | - | - | - | - | - | - |
| New York   | 1 | 0 | 0 | 0 | 0 | 0 | 0 | 0 | 0 | 1 | 7 | 1 |
| Washington | 0 | 0 | 0 | 0 | 2 | 0 | 0 | 0 | X | 2 | 4 | 0 |

LG: Tom Zachary (2–0)  LP: Art Nehf (1–1)  

### Juego 7
| Equipo     | 1 | 2 | 3 | 4 | 5 | 6 | 7 | 8 | 9 | 10 | 11 | 12 | C | H  | E |
| ---------- | - | - | - | - | - | - | - | - | - | -- | -- | -- | - | -- | - |
| New York   | 0 | 0 | 0 | 0 | 0 | 3 | 0 | 0 | 0 | 0  | 0  | 0  | 3 | 8  | 3 |
| Washington | 0 | 0 | 0 | 1 | 0 | 0 | 0 | 2 | 0 | 0  | 0  | 1  | 4 | 10 | 4 |

LG: Walter Johnson (1–2)  LP: Jack Bentley (1–2)  
HRs:  WSH – Bucky Harris (2)
|                                                             |
| Campeón de las Grandes Ligas Washington Senators 1.º título |